# ایال گولان
ایال گولان (به عبری: אייל גולן) (متولد ۱۹۷۱ آوریل ۱۲) یک خواننده مشرقی محبوب در اسرائیل است.

## زندگینامه
زندگی ایال در اسرائیل٬ به عنوان یک خواننده در سال ۱۹۹۵ آغاز شد٬ هنگامی‌که با گروه اتنیکس در کاباره آواز می‌خواند.
با چندین آلبوم پخش شده در سال ۲۰۰۰ در یک گروه و به صورت خواننده مستقل درآمد.
در سال ۲۰۰۲ با ملکه زیبایی اسرائیل ازدواج کرد؛ ولی، در سال ۲۰۰۸ طلاق گرفت؛ حاصل این ازدواج٬ دو فرزند است.
وی یکی از خوانندگان موفق٬ مورد علاقه و برجسته اسرائیل است.

## آلبوم‌ها
- ۱۹۹۵: زمزمه در شب
- ۱۹۹۷: بدون شما
- ۱۹۹۸: سرباز عشق
- ۱۹۹۹: نگاهی به من
- ۲۰۰۱: عبارات صدا
- ۲۰۰۲: من شما را صدا
- ۲۰۰۳: رویاها
- ۲۰۰۵: واقعیت دیگر
- ۲۰۰۷: من برای تو ساخته شدم
- ۲۰۰۸: تصور تو که بمن می‌اندیشی
- ۲۰۰۹: و اینک من
- ۲۰۱۰: یک روش زندگی
- ۲۰۱۱: بخشی از زندگی من
- ۲۰۱۲: قلبم را لمس کردی
- ۲۰۱۳: قلب روی میز